# South Coast Recording Studio
South Coast Recording Studio (ibland kallad enbart South Coast Recording eller South Coast Studios) var en inspelningsstudio som låg i Santa Ana, Kalifornien i USA på 2901 W Macarthur Blvd. South Coast Recording Studio grundades i februari 1985 av Jim Dotson och han var ägare av studion till juni 1993.

## Ett urval av album och singlar som spelats in i studion
- The Offspring – "I'll Be Waiting/Blackball" (1986)
- The Offspring – The Offspring (1989)
- Voicebox – 	Silence Lies (1990)
- No Doubt – No Doubt (1991, demokassett)
- Fishwife – Snail Killer (1991)
- Process – Steel Jaws (1992)
- Das Klown – Rapid Fire  (1992)